# Brandon Saad
Brandon Saad (ur. 27 października 1992 w Pittsburghu) – amerykański hokeista występujący w Chicago Blackhawks z National Hockey League (NHL). Jest Amerykaninem syryjskiego pochodzenia. Zdobywca dwóch Pucharów Stanleya z drużyną z Chicago – w 2013 i 2015 roku.

## Kariera

### Amatorska
Karierę amatorską Brandon Saad rozpoczął sezonie 2008–09, grając dla zespołu Mahoning Valley Phantoms. W sezonie 2009–10 United States Hockey League (USHL) występował w drużynie National Team Development Program, składającej się z najlepszych amerykańskich zawodników poniżej 18. roku życia. Rozgrywki zakończył z największą liczbą bramek (12) i punktów (26) w drużynie. W kolejnym roku przeniósł się do Canadian Hockey League (CHL) by występować na poziomie major junior w drużynie Saginaw Spirit z Ontario Hockey League (OHL). Po zakończeniu sezonu, został wybrany z 42 numerem w drafcie w 2011 roku przez Chicago Blackhawks.

### Zawodowa
4 października 2011 Saad związał się z Chicago Blackhawks podpisując swój pierwszy, 3-letni kontrakt w NHL (entry-level contract). Zadebiutował 7 października 2011 w spotkaniu z Dallas Stars. 5 dni później został ponownie odesłany do Saginaw. Po powrocie został wybrany najlepszym zawodnikiem tygodnia ligi CHL (17–23 października). Rozgrywki zakończył z najlepszą w całej OHL średnią zdobytych punktów na mecz (1,73). Po zakończeniu rozgrywek, 16 kwietnia 2016 Saad został powołany do kadry Blackhawks, zaliczając debiut w play-offach 19 kwietnia 2012. Pierwszy punkt w NHL zdobył dwa dni później, asystując przy golu Nicka Leddy’ego w spotkaniu z Phoenix Coyotes.

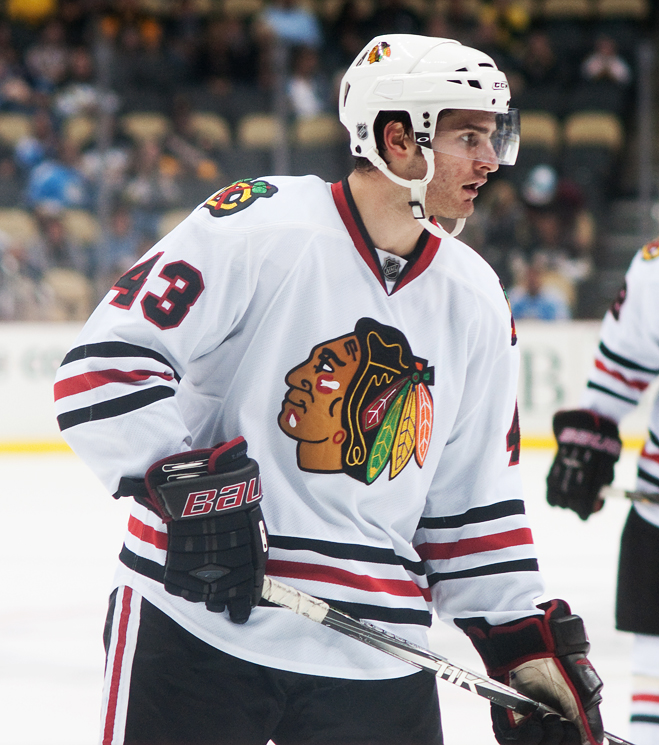
Saad w barwach Chicago Blackhawks w 2011

12 września 2012, w wyniku lokautu w NHL, Saad został odesłany do Rockford IceHogs, afiliacji drużyny z Chicago. Dzięki 6 punktom w 3 spotkaniach, w tym dwóm zwycięskim bramkom, został wybrany zawodnikiem tygodnia (7–13 stycznia 2013) w American Hockey League (AHL). Po osiągnięciu porozumienia między NHLPA a władzami NHL, 17 stycznia 2013 powrócił do kadry Blackhawks na skrócony do 48 spotkań sezon NHL. Swoją pierwszą bramkę w NHL zdobył 5 lutego w spotkaniu z San Jose Sharks, pokonując bramkarza Anttiego Niemiego. 6 maja znalazł się w finale rywalizacji o Calder Memorial Trophy, które ostatecznie trafiło w ręce Jonathana Huberdeau z Florida Panthers. 24 czerwca zdobył z drużyną Blackhawks Puchar Stanleya, pokonując w finałach zespół Boston Bruins w 6 meczach.
W sezonie 2014–15 Saad zdobył rekordowe w swojej dotychczasowej karierze 52 punkty, na które składały się 23 bramki i 29 asyst. 15 czerwca dzięki wygranej z Tampa Bay Lightning zdobył swój drugi Puchar Stanleya. 30 czerwca 2015 został oddany do Columbus Blue Jackets. 3 lipca 2015 przedłużył kontrakt o kolejne 6 lat, w trakcie których zarobi 36 mln USD.
6 stycznia 2016 został wybrany do swojego pierwszego meczu gwiazd, a 2 kwietnia, w wygranym 5–1 meczu z Carolina Hurricanes zdobył swój pierwszy hat-trick w NHL.
W czerwcu 2017 doszło do wymiany zawodników pomiędzy Blue Jackets a Blackhawks – do drużyny z Chicago przenieśli się: Brandon Saad i Anton Forsberg, a do zespołu z Columbus: Artiemij Panarin i Tyler Motte.

## Statystyki

### Sezon zasadniczy i play-off
| 2008–09   | Mahoning Valley Phantoms       | NAHL      | 47  | 29  | 18  | 47  | 48 | –  | –  | –  | –  | –  |
| 2009–10   | U.S. National Development Team | USHL      | 24  | 12  | 14  | 26  | 18 | –  | –  | –  | –  | –  |
| 2010–11   | Saginaw Spirit                 | OHL       | 59  | 27  | 28  | 55  | 47 | 12 | 3  | 9  | 12 | 10 |
| 2011–12   | Saginaw Spirit                 | OHL       | 44  | 34  | 42  | 76  | 38 | 12 | 8  | 9  | 17 | 4  |
| 2011–12   | Chicago Blackhawks             | NHL       | 2   | 0   | 0   | 0   | 0  | 2  | 0  | 1  | 1  | 0  |
| 2012–13   | Rockford IceHogs               | AHL       | 31  | 8   | 12  | 20  | 10 | –  | –  | –  | –  | –  |
| 2012–13   | Chicago Blackhawks             | NHL       | 46  | 10  | 17  | 27  | 12 | 23 | 1  | 5  | 6  | 4  |
| 2013–14   | Chicago Blackhawks             | NHL       | 78  | 19  | 28  | 47  | 20 | 19 | 6  | 10 | 16 | 6  |
| 2014–15   | Chicago Blackhawks             | NHL       | 82  | 23  | 29  | 52  | 12 | 23 | 8  | 3  | 11 | 6  |
| 2015–16   | Columbus Blue Jackets          | NHL       | 78  | 31  | 22  | 53  | 14 | –  | –  | –  | –  | –  |
| 2016–17   | Columbus Blue Jackets          | NHL       | 82  | 24  | 29  | 53  | 8  | 5  | 1  | 2  | 3  | 0  |
| 2017–18   | Chicago Blackhawks             | NHL       | 82  | 18  | 17  | 35  | 14 | –  | –  | –  | –  | –  |
| NHL razem | NHL razem                      | NHL razem | 450 | 125 | 142 | 267 | 80 | 72 | 16 | 21 | 37 | 16 |

### Międzynarodowe
| Rok              | Drużyna            | Turniej          | Wynik            | M  | G | A | Pkt | Min |
| ---------------- | ------------------ | ---------------- | ---------------- | -- | - | - | --- | --- |
| 2010             | Stany Zjednoczone  | MŚ U18           | 1st              | 7  | 3 | 3 | 6   | 4   |
| 2012             | Stany Zjednoczone  | MŚJ              | 7                | 6  | 1 | 5 | 6   | 0   |
| 2016             | Team North America | PŚ               | 5                | 3  | 0 | 0 | 0   | 2   |
| Juniorskie razem | Juniorskie razem   | Juniorskie razem | Juniorskie razem | 13 | 4 | 8 | 12  | 4   |
| Seniorskie razem | Seniorskie razem   | Seniorskie razem | Seniorskie razem | 3  | 0 | 0 | 0   | 2   |

## Osiągnięcia
| Nagroda                                  | Rok        |        |
| ---------------------------------------- | ---------- | ------ |
| NAHL                                     |            |        |
| Pierwsza drużyna All-Star                | 2008–09    |        |
| Rookie of the Year                       | 2008–09    | [ 21 ] |
| OHL                                      |            |        |
| Pierwsza drużyna All-Star                | 2011–12    | [ 22 ] |
| William Hanley Trophy                    | 2011–12    | [ 23 ] |
| AHL                                      |            |        |
| CCM/AHL Player of the Week (13 stycznia) | 2012–13    | [ 24 ] |
| NHL                                      |            |        |
| All-Rookie Team                          | 2012–13    | [ 25 ] |
| Puchar Stanleya (Chicago Blackhawks)     | 2013, 2015 |        |
| NHL All-Star Game                        | 2016       | [ 26 ] |